# Gideão
Gideão (em hebraico: גִּדְעוֹן, Gidʻon), também chamado de Jerub-Baal, é um juiz que aparece no livro da Bíblia, específicamente no Livro dos Juízes (cap. VI a VIII). Ele também é mencionado nas Epístola aos Hebreus como um exemplo de homem cheio de fé e do Espírito Santo. Ele é filho de Joás, abiezrita da tribo de Manassés. Gideão é descendente legítimo de José, pela linhagem de Manassés.
De acordo com a tradição judaica e rabínica, Gideão era um homem de baixa estatura, porém foi honrado por Deus a ser o escolhido para o cargo de Juiz de Israel.

## Etimologia
O nome Gideão significa "destruidor", "guerreiro poderoso" ou "lenhador". Ele foi o quinto juiz de Israel, segundo a Bíblia.

## Biografia
Gideão foi o juiz que libertou os filhos de Israel dos midianitas. Os midianitas eram povos nômades árabes dos desertos da Síria e da Arábia. Esse povo oprimia Israel roubando suas colheitas e também seus animais. Eles tinham invadido a parte central da Palestina, em um de seus ataques eles mataram os irmãos de Gideão, em Tabor. Foi então que Gideão teve uma experiência com Deus, quando o Anjo do Senhor o chamou para fazer dele o libertador de Israel.
Deus ordenou-lhe que derrubasse o altar de Baal e erguesse ali um altar dedicado a Deus. Gideão reuniu uma pequena força com apenas 300 homens e surpreendeu os midianitas sob a escuridão da noite, levando-os em direção ao rio Jordão, capturando e matando dois dos príncipes midianitas, Orebe e Zeebe. Continuando à perseguição até as margens do rio Jordão, alcançou os reis midianitas Zeba e Salmuna e os executou.

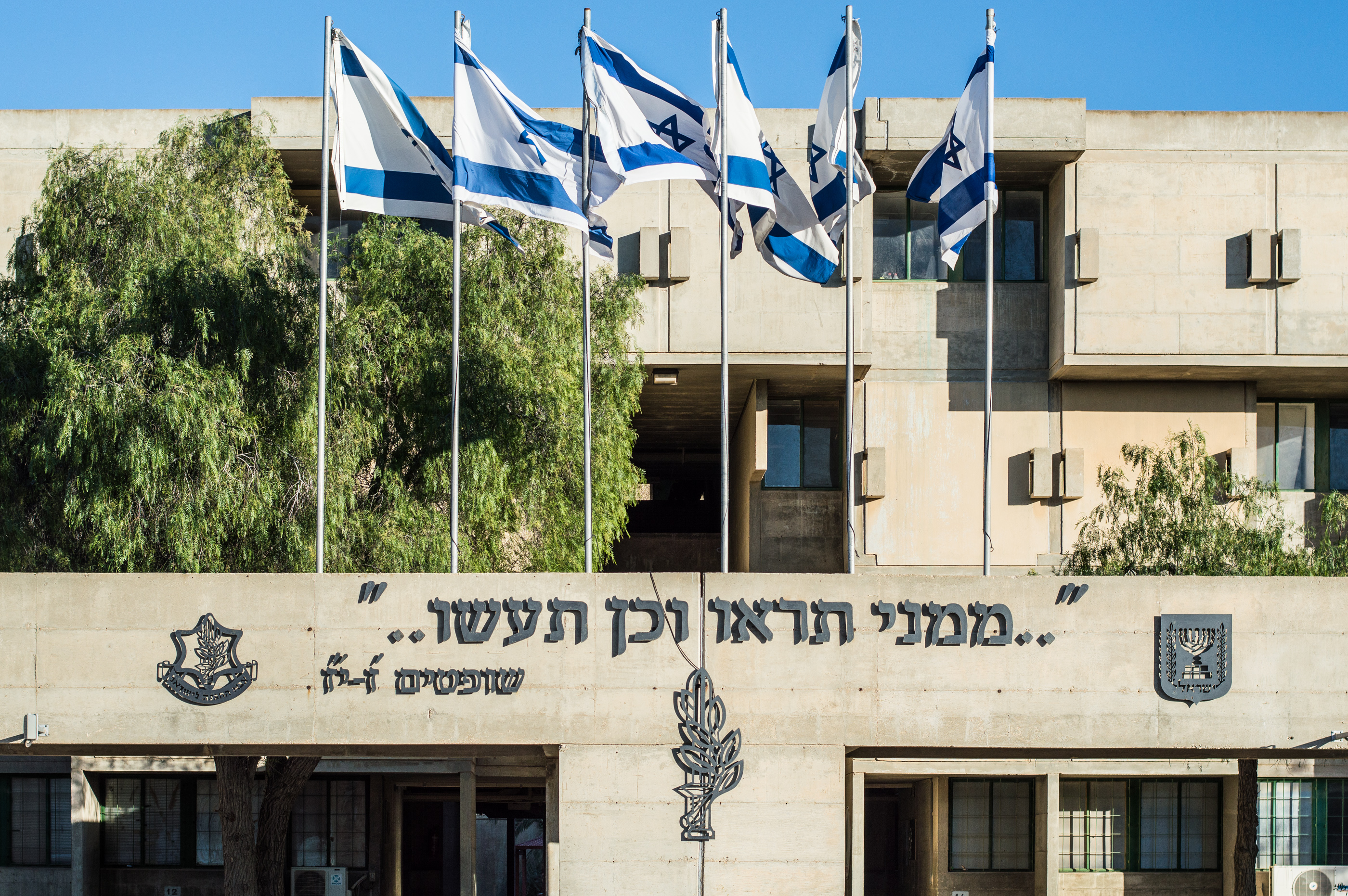
"Olhe para mim e faça como eu." A frase de Gideão (Juízes 7:17) é o lema da base de treinamento principal dos oficiais da FDI, em Mitzpe Ramon.

Considerado um herói militar, Israel quis fazer dele um rei, mas, surpreendentemente, Gideão recusou tal oferta. A única coisa que quis foi os brincos de ouro que havia tomado como parte dos despojos de guerra. Isso lhe foi dado e ele fez com esse material uma estola sacerdotal para honrar a Yahweh. A estola era um tipo de veste sacerdotal (Juízes 8:27). O serviço prestado por Gideão foi um fato muito importante na história de Israel, antes da monarquia. Gideão foi um exemplo de servo humilde e fiel a Deus.
Ainda afirma a Bíblia, que Gideão teve 70 filhos legítimos, pois tinha várias esposas, e também que sua concubina lhe deu um filho chamado Abimeleque. (Juízes 8:30-32)
E sucedeu que, após a morte de Gideão os filhos de Israel começaram a desobedecer a Deus, adorando outros deuses, baalins e puseram a Baal-Berite por deus. E Israel esqueceu dos livramentos do Senhor contra os seus inimigos em redor, e também não foram benevolentes com a casa de Jerubaal, a saber de Gideão. (Juízes 8:33-35)